# Отрада Башкирская (станция)
Отрада Башкирская  — Закрытая в 2019 году железнодорожная станция Куйбышевской железной дороги Башкирского отделения в Куюргазинском районе Башкортостана, в деревне Новая Отрада (с 2006 года, после объединения деревни с полустанком  посёлок станции Отрада Башкирская).